# 막스 하인처
막스 마누엘 하인처(독일어: Max Manuel Heinzer, 1987년 8월 7일~)는 스위스의 펜싱 선수로 주 종목은 에페이다.

## 경력
2012년 런던에서 열린 2012년 하계 올림픽에 참가했으며 남자 에페 개인전에 출전했다. 32강에서 칠레의 파리스 이노스트로사를 15-2라는 큰 점수 차로 이겼으나, 16강에서 대회 금메달을 차지한 베네수엘라의 루벤 리마르도에게 11-15로 패하며 탈락하였다.